# أليخاندرو هرنانديز (مخرج)
أليخاندرو هرنانديز (بالإسبانية: Alejandro Hernández) هو كاتب سيناريو ومغني ومغن مؤلف ومونتير ومخرج فنزويلي، ولد في 28 نوفمبر 1990 في ماراكايبو في فنزويلا.

## وصلات خارجية
- الموقع الرسمي
- أليخاندرو هرنانديز على موقع IMDb (الإنجليزية)
- أليخاندرو هرنانديز على موقع قاعدة بيانات الفيلم (الإنجليزية)